# Pásli ovce Valaši
Pásli ovce Valaši je kreslený seriál o třinácti epizodách, vysílaný jako Večerníček. Natočen byl v roce 1972 až 1974 pod vedením Ladislava Čapka, hudba Jaroslav Celba, čte Jozef Króner.

## Česká verze
- V českém znění: Jiří Tomek (vypravěč)
- Překlad a dialogy: Pavel Vašíček
- Režie českého znění: Milan Messany
- Vyrobilo: Dabingové studio ČST Brno, 1977

## Další tvůrci
- Animace: Květa Frankenbergerová, Miroslav Walter, Olga Šišková, Věra Kudrnová, Zdenka Skřípková, Mirko Kačena, Irena Jandová, Bohumil Šejda, Antonín Bureš
- Výtvarník: Ladislav Čapek

## Seznam dílů
1. Ako Kubko s Maťkom búrku napásli
2. Ako Kubko s Maťkom učili kukučku kukať
3. Ako Kubko a Maťko vatru preskakovali
4. Ako Kubko s Maťkom našli poklad na Jána
5. Ako sa Kubko s Maťkom do popuku slaniny najedli
6. Ako Kubko a Maťko hrali na fujare
7. Ako Kubko a Maťko naučili vílu ovečky dojiť
8. Ako sa Kubko s Maťkom pochytili za pasy
9. Ako sa Kubko a Maťko s medveďom skamarátili
10. Ako Kubkovi a Maťkovi do koliby udrel hrom
11. Ako Kubko s Maťkom vlkovi kožuch vyprášili
12. Ako sa Kubko a Maťko dali na zboj
13. Ako Kubka s Maťkom clivota prepadla